# La Blessure (film, 1925)
Pour les articles homonymes, voir La Blessure.
Pour plus de détails, voir Fiche technique et Distribution.
La Blessure est un film français réalisé par Marco de Gastyne, sorti en 1925.

## Fiche technique
- Titre : La Blessure
- Autre titre : Les Ailes brûlées
- Réalisation : Marco de Gastyne
- Photographie : Albert Duverger
- Pays d'origine :  France
- Production : Art et Cinéma
- Date de sortie : France, 24 mars 1925

## Distribution
- Paulette Dorys : Antoinette
- Léon Mathot : Jean
- Henri Étiévant : Salvat
- Choura Milena : Mary Norman
- Cohen : Briquier
- Lucien Bataille
- Mario Nalpas
- Jean-Pierre Stock